# Ларморовская частота
Частота прецессии ядер или Ларморова частота — названа в честь ирландского физика Джозефа Лармора (Joseph Larmor 1857—1942).
Все парные нуклоны, протоны и нейтроны, в ядре атома взаимодействуют так, что спины пары протон-нейтрон взаимно компенсируются, то есть суммарный угловой момент пары всегда равен нулю. Исходя из этого, ядра, состоящие из чётного числа протонов и чётного числа нейтронов (четно-четные ядра), имеют спин I=0 и не годятся для ядерно магнитного резонанса.
Ядра с непарными нуклонами обладают магнитным (дипольным) моментом, связанным с орбитальным движением непарного нуклона. Следовательно, протон водорода H1 подобен крошечному стержневому магниту — диполю.
Благодаря магнитному моменту протоны водорода помещенные в магнитное поле выстраиваются вдоль магнитного поля (параллельно или антипараллельно).
Кроме того, благодаря наличию магнитного момента атома, они прецессируют или «колеблются» вдоль магнитного поля подобно волчку.
Частота прецессии или Ларморова частота определяет скорость прецессии магнитного момента протона во внешнем магнитном поле. Частота прецессии зависит от напряженности магнитного поля B0.
Частота прецессии в постоянном магнитном поле может быть вычислена из следующего соотношения:

### ω = γB
Где:
ω — прецессионная или Ларморовая частота в МГц,
γ — гиромагнитное отношение в МГц/Tл,
В — напряженность магнитного поля в Тл.
Водород — не единственный элемент, который можно использовать для формирования МРТ изображений, другими примерами могут служить P31 (с непарным протоном) или N14 (с непарным протоном и нейтроном).